# Mika Ojala
Mika Ojala, född 21 juni 1988 i Pemar, är en finländsk fotbollsspelare som spelar för Inter Åbo. Ojala kan spela både på mittfältet och i anfallet.

## Karriär
Ojala var en av nyckelspelarna år 2008 då FC Inter Åbo blev finska mästare. Han gjorde åtta mål på 26 matcher för sitt lag. I november 2008 var han och provspelade för nederländska SC Heerenveen.
Han skrev i november 2012 på för allsvenska BK Häcken. Ojala lämnade BK Häcken efter säsongen 2013.